# 1987年オーストリアグランプリ
1987年オーストリアグランプリは、1987年F1世界選手権の第10戦として、1987年8月16日にエステルライヒリンクで開催された。

## 概要

### 予選
初日午前中に行われたフリー走行セッション中、リントカーブに向かう上り坂で鹿がコース上に侵入した。マクラーレンのステファン・ヨハンソンはコースを横断する鹿を避けようとしたが間に合わず、時速約240km/hで走行するマクラーレンの左前輪に鹿が衝突した。マクラーレンはカーボンモノコックが割れるほど大破し、ヨハンソンは肋骨2本に亀裂骨折を負った。

### 決勝
決勝ではスタート時の事故により2度の再スタートが行われた。
最初のスタートではマーティン・ブランドルがホームストレート上でドライブシャフトのトラブルから突然コースを左に変えてコース脇のバリアに接触した。ブランドルの後方で、ピエルカルロ・ギンザーニ、ルネ・アルヌー、エイドリアン・カンポス、ジョナサン・パーマー、フィリップ・ストレイフが衝突し、3台の車両がストレート上に停止しコースを塞いだ事でレースは中断した。
2度目のスタートは2番手スタートのナイジェル・マンセルと3番手スタートのゲルハルト・ベルガーがスタートに失敗すると、マンセルのイン側を横切ろうとしたリカルド・パトレーゼがエディ・チーバーの走行ラインを塞いで乗り上げた。さらにヨハンソン、クリスチャン・ダナー、フィリップ・アリオー、イヴァン・カペリ、パスカル・ファブル、アレックス・カフィ、ギンザーニ、ストレイフが行き場を失いピット前付近で玉突き衝突し、計10台の車両がコースを完全に塞ぎ再度レースは中断した。
3度目のスタートはストレイフが搭乗できる車両を失い棄権し、チーバー、ダナー、ファブルに加えてアラン・プロストとミケーレ・アルボレートの5台がピットからのスタートとなった。アイルトン・セナがスタートに失敗したが、クラッシュもなく順調に進んだ。中嶋悟はスタートで順位を上げるも、タイヤバーストでほぼ1周を失い順位が最下位までに落ちてしまう。
マンセルはスタートにまたも失敗し、4番手に順位を落としたが、中盤までに順位を2位に戻すと、21周目にネルソン・ピケを交わして首位に立った。ピケはその周の最後にタイヤ交換を行った。マンセルはピケ以下の後続を突き放し、自身のF1決勝出走100戦目を勝利で飾った。
1度目のクラッシュによりスペアカーで出走したブランドルは、14位で完走したがレース後にリアウィング高の違反により失格とされた。
このレースを最後にオーストリアGPは休止され、再開されたのは1997年だった。1997年に再開された際にはレイアウトが低速化され、コース名もA1リンクへと改名された。

## 結果

### 予選結果
| 順位 | No | ドライバー                 | コンストラクタ                 | 1回目    | 2回目    |
| ---- | -- | -------------------------- | ------------------------------ | -------- | -------- |
| 1    | 6  | ネルソン・ピケ             | ウィリアムズ・ホンダ           | 1'23.357 | 1'49.991 |
| 2    | 5  | ナイジェル・マンセル       | ウィリアムズ・ホンダ           | 1'23.459 | 1'33.779 |
| 3    | 28 | ゲルハルト・ベルガー       | フェラーリ                     | 1'24.213 | 1'38.388 |
| 4    | 20 | ティエリー・ブーツェン     | ベネトン・フォード             | 1'24.348 | 1'48.124 |
| 5    | 19 | テオ・ファビ               | ベネトン・フォード             | 1'25.054 | -        |
| 6    | 27 | ミケーレ・アルボレート     | フェラーリ                     | 1'25.077 | 1'45.518 |
| 7    | 12 | アイルトン・セナ           | ロータス・ホンダ               | 1'25.492 | 1'39.647 |
| 8    | 7  | リカルド・パトレーゼ       | ブラバム・BMW                  | 1'25.766 | 1'53.119 |
| 9    | 1  | アラン・プロスト           | マクラーレン・TAG              | 1'26.170 | 1'43.132 |
| 10   | 8  | アンドレア・デ・チェザリス | ブラバム・BMW                  | 1'27.672 | -        |
| 11   | 17 | デレック・ワーウィック     | アロウズ・メガトロン           | 1'27.762 | -        |
| 12   | 18 | エディ・チーバー           | アロウズ・メガトロン           | 1'28.370 | 1'37.908 |
| 13   | 11 | 中嶋悟                     | ロータス・ホンダ               | 1'28.786 | 1'43.002 |
| 14   | 2  | ステファン・ヨハンソン     | マクラーレン・TAG              | 1'29.003 | 1'41.711 |
| 15   | 24 | アレッサンドロ・ナニーニ   | ミナルディ・モトーリ・モデルニ | 1'29.435 | 1'49.566 |
| 16   | 25 | ルネ・アルヌー             | リジェ・メガトロン             | 1'29.773 | -        |
| 17   | 9  | マーティン・ブランドル     | ザクスピード                   | 1'29.893 | 1'42.383 |
| 18   | 26 | ピエルカルロ・ギンザーニ   | リジェ・メガトロン             | 1'30.682 | -        |
| 19   | 23 | エイドリアン・カンポス     | ミナルディ・モトーリ・モデルニ | 1'30.797 | 1'47.128 |
| 20   | 10 | クリスチャン・ダナー       | ザクスピード                   | 1'31.015 | 1'48.880 |
| 21   | 21 | アレックス・カフィ         | オゼッラ・アルファロメオ       | 1'32.313 | 1'50.273 |
| 22   | 30 | フィリップ・アリオー       | ローラ・フォード               | 1'33.741 | 1'48.595 |
| 23   | 16 | イヴァン・カペリ           | マーチ・フォード               | 1'34.199 | 1'54.807 |
| 24   | 3  | ジョナサン・パーマー       | ティレル・フォード             | 1'34.619 | 1'49.308 |
| 25   | 4  | フィリップ・ストレイフ     | ティレル・フォード             | 1'35.338 | 1'51.624 |
| 26   | 14 | パスカル・ファブル         | AGS・フォード                  | 1'40.633 | 1'57.236 |

### 決勝結果
| 順位 | No | ドライバー                 | コンストラクタ                 | 周回 | タイム/リタイヤ | グリッド | ポイント |
| ---- | -- | -------------------------- | ------------------------------ | ---- | --------------- | -------- | -------- |
| 1    | 5  | ナイジェル・マンセル       | ウィリアムズ・ホンダ           | 52   | 1:18'44.898     | 2        | 9        |
| 2    | 6  | ネルソン・ピケ             | ウィリアムズ・ホンダ           | 52   | + 55.704        | 1        | 6        |
| 3    | 19 | テオ・ファビ               | ベネトン・フォード             | 51   | +1 Lap          | 5        | 4        |
| 4    | 20 | ティエリー・ブーツェン     | ベネトン・フォード             | 51   | +1 Lap          | 4        | 3        |
| 5    | 12 | アイルトン・セナ           | ロータス・ホンダ               | 50   | +2 Laps         | 7        | 2        |
| 6    | 1  | アラン・プロスト           | マクラーレン・TAG              | 50   | +2 Laps         | 9        | 1        |
| 7    | 2  | ステファン・ヨハンソン     | マクラーレン・TAG              | 50   | +2 Laps         | 14       |          |
| 8    | 26 | ピエルカルロ・ギンザーニ   | リジェ・メガトロン             | 50   | +2 Laps         | 18       |          |
| 9    | 10 | クリスチャン・ダナー       | ザクスピード                   | 49   | +3 Laps         | 20       |          |
| 10   | 25 | ルネ・アルヌー             | リジェ・メガトロン             | 49   | +3 Laps         | 16       |          |
| 11   | 16 | イヴァン・カペリ           | マーチ・フォード               | 49   | +3 Laps         | 23       |          |
| 12   | 30 | フィリップ・アリオー       | ローラ・フォード               | 49   | +3 Laps         | 22       |          |
| 13   | 11 | 中嶋悟                     | ロータス・ホンダ               | 49   | +3 Laps         | 13       |          |
| 14   | 3  | ジョナサン・パーマー       | ティレル・フォード             | 47   | +5 Laps         | 24       |          |
| DSQ  | 9  | マーティン・ブランドル     | ザクスピード                   | 48   | 失格            | 17       |          |
| DNF  | 14 | パスカル・ファブル         | AGS・フォード                  | 45   | 規定周回数不足  | 26       |          |
| Ret  | 7  | リカルド・パトレーゼ       | ブラバム・BMW                  | 43   | エンジン        | 8        |          |
| Ret  | 27 | ミケーレ・アルボレート     | フェラーリ                     | 42   | ターボ          | 6        |          |
| Ret  | 8  | アンドレア・デ・チェザリス | ブラバム・BMW                  | 35   | エンジン        | 10       |          |
| Ret  | 17 | デレック・ワーウィック     | アロウズ・メガトロン           | 35   | エンジン        | 11       |          |
| Ret  | 18 | エディ・チーバー           | アロウズ・メガトロン           | 31   | タイヤ          | 12       |          |
| Ret  | 28 | ゲルハルト・ベルガー       | フェラーリ                     | 5    | ターボ          | 3        |          |
| Ret  | 23 | エイドリアン・カンポス     | ミナルディ・モトーリ・モデルニ | 3    | 電気系          | 19       |          |
| Ret  | 24 | アレッサンドロ・ナニーニ   | ミナルディ・モトーリ・モデルニ | 1    | エンジン        | 15       |          |
| Ret  | 21 | アレックス・カフィ         | オゼッラ・アルファロメオ       | 0    | 電気系          | 21       |          |
| Ret  | 4  | フィリップ・ストレイフ     | ティレル・フォード             | 0    | アクシデント    | 25       |          |

- 予選、決勝順位は、公式サイト[3]およびAUTOCOURSE 1987-88[4]より。